# Yasuhiko Okudera
Yasuhiko Okudera (奥寺 康彦, Okudera Yasuhiko, Kazuno, 12 de março de 1952) é um ex-futebolista e treinador de futebol japonês. Foi o primeiro jogador de futebol de seu país a tornar-se profissional.

## Carreira
Ainda como empregado da The Furukawa Electric Co. Ltd., Okudera iniciou sua carreira em 1970, no Furukawa Denko (atual JEF United), quando o Campeonato Japonês ainda era disputado por times de empresas. Foram 7 temporadas na equipe, onde foi campeão japonês e da Copa do Imperador em 1976, além da Supercopa do Japão em 1977. Neste ano, durante uma excursão da Seleção Japonesa à Alemanha Ocidental, chamou a atenção do técnico Köln, Hennes Weisweiler, que pediu a sua contratação. Okudera hesitou com a proposta, uma vez que possuía um emprego seguro na Furukawa, porém a empresa aceitou deixar a vaga aberta se a passagem do jogador pelo futebol alemão não fosse bem-sucedida.
Mesmo sem possuir muita habilidade, Okudera foi um dos principais nomes do Köln que venceu o Campeonato Alemão e a Copa da Alemanha de 1977–78, e na temporada seguinte, integrou o elenco que chegou até a semifinal da Copa dos Campeões da Europa, vencida pelo Nottingham Forest.
Ele teve ainda uma rápida passagem pelo Hertha Berlim, que disputava na época a segunda divisão. O time perdeu a chance de subir para a Bundesliga ao perder para o Werder Bremen. Mas o treinador do Werder, Otto Rehhagel, gostou de Okudera e pediu a contratação do jogador. Em 5 temporadas pelos Grün-Weißen, Okudera participou de 159 jogos e fez 11 gols, ficando com 3 vice-campeonatos alemães (1982–83, 1984–85 e 1985–86)
Cheio de prestígio, Okudera voltou para o Japão e ao Furukawa em 1986, aos 34 anos de idade. Jogou mais 2 anos antes de encerrar a carreira em 1988.

## Pós-aposentadoria
Depois de sua aposentadoria como jogador, Okudera manteve-se ligado ao futebol, e após a criação da J-League em 1993 (5 anos depois que o meio-campista deixou de jogar), foi treinador do JEF United em 1996. Em 1998, tornou-se presidente do Yokohama FC e, 10 anos depois, foi eleito presidente do Plymouth Argyle (equipe da segunda divisão inglesa), sendo um dos poucos a presidir dois clubes de futebol.
Em 2017, Okudera treinou o Yokohama FC em um jogo, após a demissão de Hitoshi Nakata.

## Seleção Japonesa
Okudera estreou pela Seleção Japonesa em julho de 1972, na vitória de 4 a 1 (quatro gols do ídolo Kunishige Kamamoto) sobre o Camboja pela Copa Merdeka, entrando no 2º tempo no lugar de Fujiguchi.
Disputou, até 1987, 32 partidas pelos Samurais Azuis, fazendo 9 gols no total.